# Lâm Giang (xã)
Lâm Giang là một xã thuộc huyện Văn Yên, tỉnh Yên Bái, Việt Nam.

## Địa lý
Xã Lâm Giang cách trung tâm huyện Văn Yên 35 km về phía nam, có vị trí địa lý:
- Phía bắc giáp xã Lang Thíp
- Phía nam giám xã An Bình
- Phía tây giáp Sông Hồng
- Phía đông giáp huyện Lục Yên.

Xã Lâm Giang có diện tích 103,68 km², dân số năm 2022 là 8.584 người, mật độ dân số đạt 73 người/km².

## Hành chính
Xã Lâm Giang được chia thành 12 thôn, bản.

## Lịch sử
Ngày 16 tháng 12 năm 1964, Chính phủ ban hành Quyết định số 177-CP, điều chỉnh xã Lâm Giang thuộc huyện Văn Bàn (nay thuộc tỉnh Lào Cai) về huyện Văn Yên mới thành lập.

## Kinh tế - xã hội

### Kinh tế
Tỉ trọng nông lâm nghiệp chiếm 37%, tỉ trọng công nghiệp xây dựng 40%, tỉ trọng thương mại và dịch vụ 23%. Thu nhập bình quân đầu người đạt 35 triệu đồng/năm. Nông - Lâm nghiệp chủ yếu phát triển cây sắn cao sản và trồng bồ đề, quế. Tổng sản lượng lương thực có hạt ước năm 2021 đạt 4.267 tấn. Lương thực bình quân đầu người đạt 485 kg/năm. Hộ nghèo theo tiêu chí mới còn 17%.

### Giáo dục
Xã Lâm Giang có 03 trường học, gồm: Trường THCS Lâm Giang thành lập năm 1995 do thầy giáo Dương Cao Thủy làm hiệu trưởng. Trường tiểu học do thầy giáo Nguyễn Trọng Hiệp làm Hiệu trưởng. Trường Mầm non do cô giáo Vũ Thị Hường làm Hiệu trưởng. Trong đó, trường THCS và hai trường tiểu học đã đạt chuẩn Quốc gia. Năm 2021 toàn xã có 52 lớp với 1795 học sinh, tỉ lệ huy động học sinh THCS ra lớp đạt 98,6%, tiểu học và mầm non đạt 100%.

### Y tế
Trạm Y tế đóng trên địa bàn thôn Bãi Khay gần UBND xã. Tỉ lệ trẻ em suy dinh dưỡng 19%, tỉ lệ trẻ dưới 1 tuổi được tiêm phòng đạt 99%, tỉ lệ phát triển dân số tự nhiên 1,1%, tỉ lệ gia đình có đủ 3 công trình vệ sinh là 78%.

## Văn hóa
Có di tích lịch sử cấp tỉnh:
- Đền Phúc Linh [5] thờ ngài Hà Khắc Chương và quân sĩ của ngài ở thôn Phúc Linh
- Bia thành lập Đảng bộ huyện Văn Yên ở thôn Thọ Lâm
- Đền thờ thần ở trục trong.

## Giao thông
Có đường bộ, đường sắt và đường thủy:
- Tuyến đường sắt Yên- Lào chạy qua, tổng chiều dài khoảng 20 km, có 02 ga nằm trên địa phận xã Lâm Giang là ga Lâm Giang và ga Lang Khay.
- Tuyến đường bộ chạy dọc xã Lâm Giang nối từ đường Yên Bái - Khe Sang ở cầu Trái Hút đi tới cầu Bảo Hà, đây là tuyến đường liên huyện đã được trải nhựa năm 2015.
- Đường thủy: Đi trên sông Hồng.